# Stefanów (powiat chełmski)
Stefanów – kolonia w Polsce położona w województwie lubelskim, w powiecie chełmskim, w gminie Dorohusk.
| SIMC    | Nazwa      | Rodzaj     |
| ------- | ---------- | ---------- |
| 0102918 | Szczotyska | przysiółek |

W latach 1975–1998 miejscowość należała administracyjnie do województwa chełmskiego. 
Kolonia wchodzi w skład sołectwa Stefanów, Puszki. Według Narodowego Spisu Powszechnego (III 2011 r.) liczyła 30 mieszkańców i była 29. co do wielkości miejscowością gminy Dorohusk.
Wierni Kościoła rzymskokatolickiego należą do parafii św. Michała Archanioła w Kamieniu.